# No Worries
No Worries – australijsko-brytyjski dramat familijny z 1994 roku, w reżyserii Davida Elficka. Film został on oparty na sztuce, którą widział reżyser w 1980 roku. Premiera filmu miała miejsce 31 marca 1994 roku.
Zdjęcia do filmu kręcono w Sydney oraz Gilgandra w Australii.

## Fabuła
Opowieść o farmerskiej rodzinie Bell, którą susza zmusza do opuszczenia rodzinnego domu i przeniesienia się do miasta. Czy dadzą sobie radę z nowymi problemami i przeciwnościami losu. Grozi im ich największe wyzwanie – w świecie gdzie życie może być trudne, a natura może być okrutna, bliska rodzina może przetrwać wszystko jeżeli będzie się trzymać razem.

## Obsada
- Amy Terelinck – Matilda Bell
- Geoff Morrell – Ben Bell
- Susan Lyons – Ellen Bell
- Geraldine James – Ann Marie O’Dwyer
- John Hargreaves – Clive Ryan
- Bill Young – Pan Carmody
- Harold Hopkins – John Burke
- David Kaffa – Nathan Burke
- Ray Barrett – stary Burke
- Bob Baines – Tom Drew
- Rhondda Findleton – Maggie Gregg

## Nagrody i nominacje
- Nominacja – Australijska Akademia Sztuk Filmowych i Telewizyjnych AACTA 1993 – za: Najlepsze zdjęcia Stephen F. Windon,
- Nominacja – Australijska Akademia Sztuk Filmowych i Telewizyjnych AACTA 1993 – za: Najlepszy scenariusz adaptowany David Holman,
- Wygrana – Międzynarodowy Festiwal Filmowy – Berlinale 1994 – za: Najlepszy film – David Elfick[3].